# Decarbossilasi
Chiamasi decarbossilasi (carbossile-Liasi) una classe di enzimi che catalizzano una reazione di decarbossilazione la quale porta alla rimozione dalla molecola di un acido organico di uno o più gruppi carbossilici sotto forma di anidride carbonica. Tale reazione è tipica nel metabolismo degli organismi viventi ove un amminoacido viene trasformato in ammina.

## Classificazione
I decarbossilasi sono classificati con un numero EC 4.1.1. In genere sono chiamati dopo il substrato per il quale hanno catalizzato la decarbossilazione, per esempio la dopa-decarbossilasi catalizza la decarbossilazione della L-DOPA

## Esempi
Un esempio di un enzima capace di svolgere tale reazione di decarbossilazione è la piruvato decarbossilasi, il cui coenzima è la  tiamina pirofosfato (o TPP).
Tale enzima agisce secondo queste tappe di reazione:
Piruvato+H2O+  TPP-E  = (αIDROSSIETIL-TPP-E) + HCO3−
(αIDROSSIETIL-TPP-E)  =  Acetaldeide + TPP-E
in cui:
- TPP: tiamina pirofosfato
- E: piruvato decarbossilasi
- TPP-E: enzima unito al coenzima.
Altri esempi di decarbossilasi possono essere:
- L-aminoacidi-aromatici decarbossilasi
- Glutammato decarbossilasi
- Ornitina decarbossilasi
- Istidina decarbossilasi